# Charles Vincent Barbedette
Pour les articles homonymes, voir Barbedette.
 (septembre 2009).
Si vous disposez d'ouvrages ou d'articles de référence ou si vous connaissez des sites web de qualité traitant du thème abordé ici, merci de compléter l'article en donnant les références utiles à sa vérifiabilité et en les liant à la section « Notes et références ».

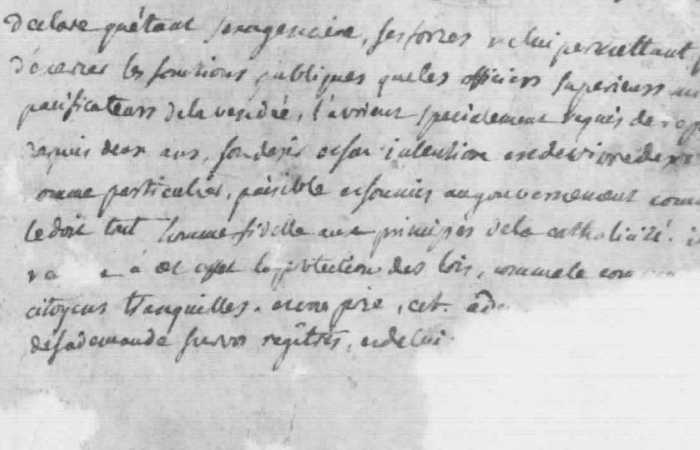
Extrait des listes de Boisselage, archives de la Vendée : « Officiers supérieurs de la pacification de la Vendée... tout homme fidèle aux principes de la catholicité... citoyens tranquilles»

Charles-Vincent Barbedette, dit curé Grands-Bots, est un curé réfractaire français né en 1742 et mort en 1813. Il est connu pour avoir recensé les victimes du massacre des Lucs-sur-Boulogne lors  de la guerre de Vendée.

## Biographie

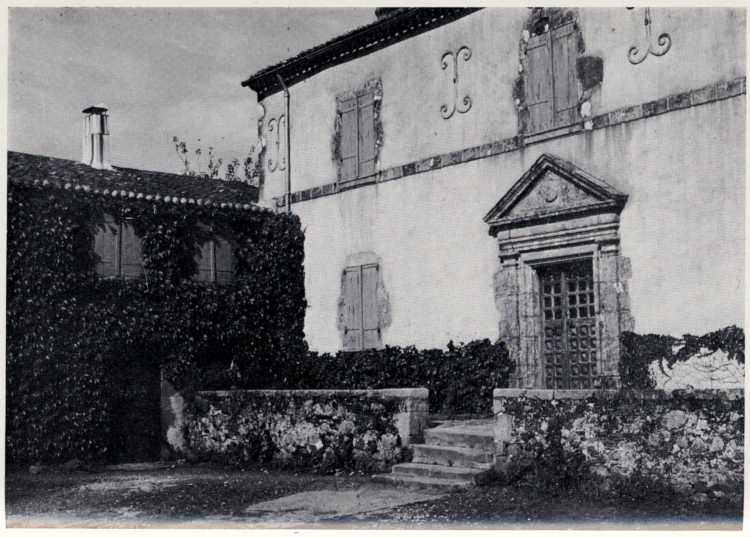
Presbytère du Petit Luc.

Charles-Vincent Barbedette est né dans le sud du département de la Manche, à Saint-Brice-de-Landelles en 1742, là où, à 20 km de notre dame de pontmain et de la grange Barbedette, la Normandie côtoie la Bretagne et les Pays de Loire. Charles-Vincent Barbedette devient curé réfractaire de la paroisse vendéenne du Grand-Luc jusqu’en 1803. Il tient donc le registre paroissial clandestin des Lucs-sur-Boulogne. Il a également dressé deux listes de boisselage (1787, 1796) qui sont une source importante pour l'histoire de son village.
Barbedette semble présent lorsque la colonne infernale du général Cordellier, à la poursuite de Charette, passe par Les Lucs-sur-Boulogne le 28 février 1794, et y massacre la population. Entre 1867 et 1872, un manuscrit oublié est retrouvé par le curé Jean Bart dans les papiers du presbytère des Lucs : le curé Barbedette y a recensé les noms, âges, lieu de résidence et profession des personnes massacrées, constituant un martyrologe :
«   Année 1794... suivent les noms, surnoms, âges et domiciles des personnes massacrées en la paroisse du Grand-Luc par des assassins, ennemis de l'autel et du trône en France, réunis en troupe le vendredi vingt-huit février 1794 pierre robin labr âgé d'environ 77 ans à loranderie jeanne perocheau âgée de 69 ans, fme dud robin … …. …. au nombre de 564 Lesquels noms cy dessus, des personnes masacrées en divers lieux de la paroisse du grand-luc m'ont été referés par les parents echappés au massacre pour etre inscrits sur le present registre autant qu'il a été possible de les recueillir dans un tems de persecution la plus atroce, les corps morts ayant été plus d'un mois sans etre inhumés dans les champs de chaque village du luc ce que j'atteste comme trop veritable après avoir eté temoin oculaire de ces horreurs et exposé plusieurs fois à en être aussi la victime ce 30 mars 1794 C Barbedette ptre Curé de st pierre du luc  »
Le curé Jean Bart publie alors en 1874 un opuscule, Chapelle de Notre-Dame des Lucs, reine des martyrs, en basant son texte sur les informations données par Barbedette.
Les deux listes de boisselage rédigées par Barbedette ont été utilisées par l'historien Pierre Marambaud pour confirmer la thèse d'un massacre unique, thèse défendue par la tradition mais contestée par d'autres historiens spécialisés dans l'histoire des guerres de Vendée.

## Mémoire
- Sa vie est détaillée par onze vitraux de la chapelle du village Les Lucs-sur-Boulogne, jadis Notre-Dame des Lucs, en Vendée ; les vitraux, formant le registre inférieur des verrières, sont placés en 1942.
- Elle a aussi inspiré un spectacle de nuit aux habitants de son village : Mémoire de Sang. Durant cinq ans, Bernard Métaireau a effectué d'importantes recherches historiques : « La création de la pièce fut ensuite un vrai travail d’équipe. J’ai d’abord écrit les textes puis je les ai donnés à l’écrivain Yves Viollier qui les a à son tour retravaillés. Séduit par le texte, Jean Piat accepta de prêter sa voix au spectacle : Mémoire de Sang avait trouvé son narrateur. »

## Iconographie
- Lucis, Village et vitraux
- Les vitraux dits "du curé Barbedette